# Ingmar Knop
Ingmar Knop (* 1975 in Dessau) ist ein deutscher Jurist sowie ehemaliger Neonazi, Politiker und Aktivist.

## Leben
Knop studierte Jura, Klavier, Musiktheorie und Komposition in Halle und Leipzig. Sich selbst beschrieb er als „Schöngeist“, der die Zukunft „für alle Menschen lebenswert und nachhaltig gestalten“ und die Politik durch Wertorientierung von Pragmatismus und „Faszinationslosigkeit“ befreien wolle. Er trat mehrmals auf Jahreskongressen der geschichtsrevisionistischen Gesellschaft für freie Publizistik auf, beispielsweise im Jahr 2006, als der Kongress unter dem Motto „Im Namen der Gerechtigkeit – Politik im Würgegriff der Justiz“ tagte.
Knop war Rechtsanwalt in Dessau.

## Politische Karriere
Knop war seit 2005 Landesvorsitzender der DVU in Sachsen-Anhalt, trat im Folgejahr als Spitzenkandidat zur Landtagswahl an und kandidierte 2007 für seine Partei zur Oberbürgermeisterwahl in Dessau. Im gleichen Jahr wurde er Mitglied im Bundesvorstand der DVU und bezog einen Sitz im Stadtrat Dessau-Roßlau. 2009 wurde Knop stellvertretender Bundesvorsitzender der DVU. Im Folgejahr war er maßgeblich an den Fusionsverhandlungen zwischen DVU und NPD beteiligt.
Knop galt als namhafter und erfolgreicher Anwalt der rechtsextremen Szene.

## Austritt
2014 verließ Knop das rechtsextreme Milieu.